# Wang Na
Pour les articles homonymes, voir Wang.
Dans ce nom chinois, le nom de famille, Wang, précède le nom personnel.
Wang Na, née le 27 janvier 1984 à Langzhong, est une nageuse synchronisée chinoise.

## Palmarès
Wang Na fait partie de l'équipe chinoise de ballet sixième des Jeux olympiques de 2004 à Athènes et médaillée de bronze aux Jeux olympiques de 2008 à Pékin.